# ایسانوسور
ایسانوسور (نام علمی: Isanosaurus) نام یک سرده از زیرراسته سوسمارپاشکلان است.